# Now, That's More Like It
Albums de Craig G
The Kingpin
(1989) This Is Now!!!
(2003)
Singles
1. U-R-Not the 1
Sortie : 1991
2. Word Association
Sortie : 1991

Now, That's More Like It est le deuxième album studio de Craig G, sorti le 19 mars 1991.
L'album s'est classé 97e au Top R&B/Hip-Hop Albums.

## Liste des titres
| No  | Titre                                | Contient un (des) sample(s) de                                                                                           | Durée |
| --- | ------------------------------------ | --- | ----- |
| 1.  | Intro                                | | 0:43  |
| 2.  | What You're Used To                  | Peace of Mind de S.O.U.L. The Humpty Dance de Digital Underground                                                        | 3:57  |
| 3.  | Girl Fever                           | Girls des Moments featuring The Whatnauts                                                                                | 3:44  |
| 4.  | Take the Bait                        | What Can You Bring Me? de Charles Wright & the Watts 103rd Street Rhythm Band Don't Change Your Love des Five Stairsteps | 3:38  |
| 5.  | Somem to Swing To                    | | 3:28  |
| 6.  | I Want to Be in Luv                  | I'm Chief Kamanawanalea (We're the Royal Macadamia Nuts) des Turtles Say It Loud, I'm Black and I'm Proud de James Brown | 5:02  |
| 7.  | Give It to Me (featuring Master Ace) | | 4:34  |
| 8.  | Intro II                             | | 0:24  |
| 9.  | Ripped to Streads                    | | 2:00  |
| 10. | Ummm!!!!                             | Ain't No Half-Steppin' de Big Daddy Kane                                                                                 | 3:27  |
| 11. | Smoothing Out the Rough Spots        | Stoned Soul Picnic de The 5th Dimension Super Casanova de Super Lover Cee & Casanova Rud                                 | 3:16  |
| 12. | Feel Ya Way                          | Kojak de John Gregory and His Orchestra Funky Sensation de Gwen McCrae Handclapping Song des Meters                      | 4:48  |
| 13. | No Favors                            | | 4:34  |
| 14. | Word Association                     | Feelin' Alright de Rare Earth La Di Da Di de Doug E. Fresh and Slick Rick                                                | 3:34  |
| 15. | U-R-Not the 1                        | Funky Sensation de Gwen McCrae Vapors de Biz Markie                                                                      | 3:52  |

| 16. | Swiftness            | Blow Your Whistle des Soul Searchers The Boss de James Brown Fantastic Freaks at the Dixie de DJ Grand Wizard Theodore and The Fantastic Five  | 3:21 |
| 17. | Live Off the Top     | | 3:22 |
| 18. | Going for the Throat | Rock the Bells (Original Version) de LL Cool J You Can Have Watergate Just Gimme Some Bucks and I'll Be Straight de Fred Wesley and The J.B.'s | 3:48 |